# 旺沙瑪珠站
旺沙玛珠站位於吉隆坡旺沙玛珠，是巴生谷格拉那再也线的其中一个高架轻快铁车站，主要服务帝沙文良港和旺沙玛珠区中心一带的居民。本站属于格拉那再也（旧称布特拉轻快铁）第二阶段线路，于1999年6月1日开始运营。本站周围有许多美食、购物中心和吉隆坡拉曼大学学院等。

## 车站概要

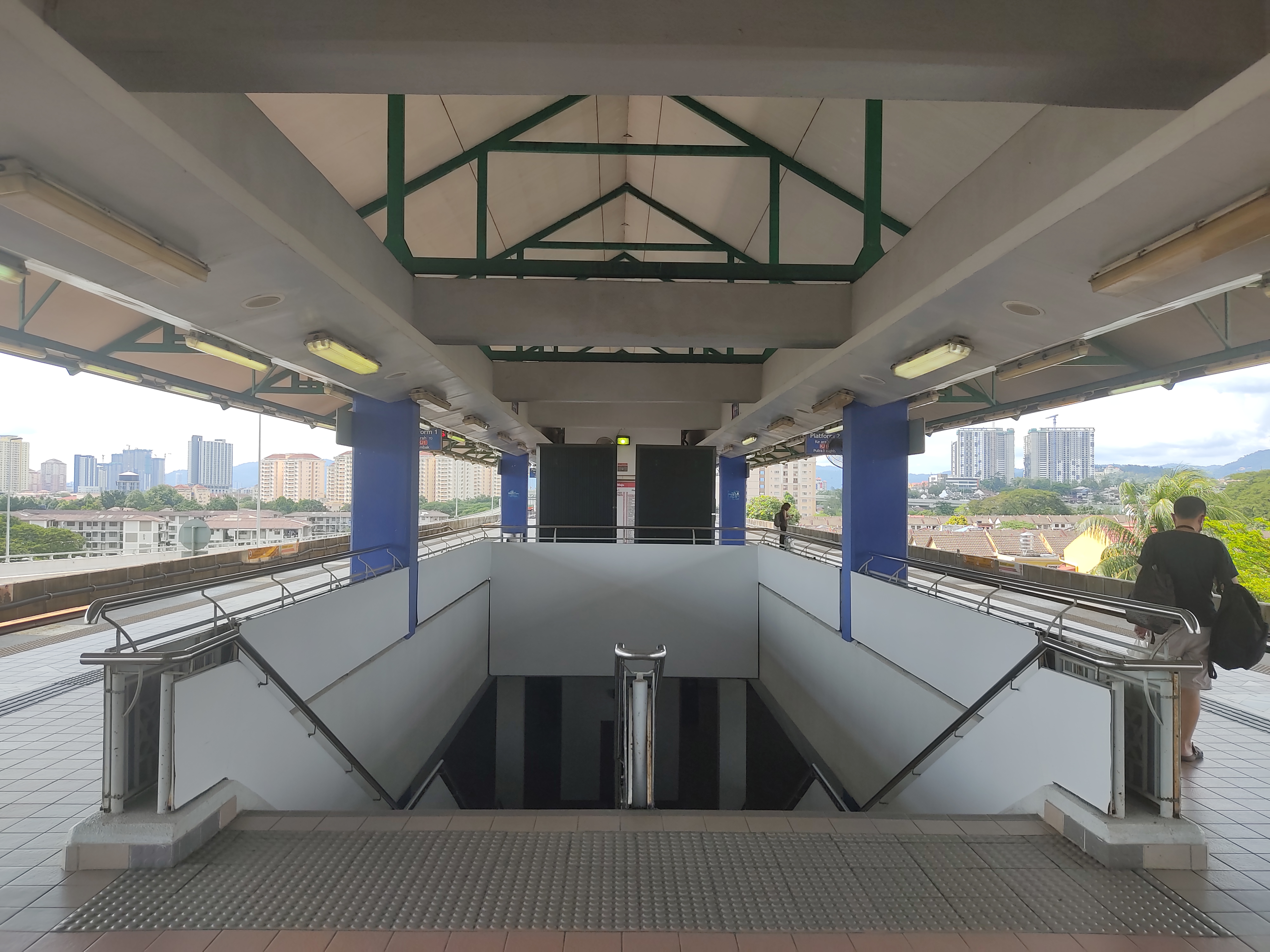
旺沙玛珠站台层

本站属于5 格拉那再也线第二阶段线路，于1999年6月1日开始运营，以布特拉轻快铁（PUTRA）的第二阶段线路和从布特拉终站（现鹅唛站）至占美清真寺站的12个车站同时开放（不包括南北花园站）。旺沙玛珠站位于旺沙玛珠市区1/27A与16/27B路由西北往东南延伸，与文良港毗邻。西南方为旺沙玛珠第一区，西北与帝沙文良港相连，而帝沙文良港西北方向即为旺沙玛珠第二区。车站主入口位于1/27A路北边旁。
车站大厅位于一楼，并设有行人天桥通往南边。验票闸门、自动售票机、服务柜台和商店皆位于此楼。地面层则为巴士站。计程车停靠处和停车场位于车站底楼，可通过位于一楼，呈U型的行人天桥通往对面方向的巴士站。

## 车站结构
本站一共有两个楼层和地面层。其站台的顶棚以马来甘榜高脚屋作为其建筑设计。

## 巴士服务
本站也是吉隆坡快捷通巴士在吉隆坡的巴士停靠处之一。本站也设有巴士站，以下为停靠于此站的巴士服务。
- 250 ：旺沙玛珠站－安邦街（Lebuh Ampang）[6]
- 253 ：旺沙玛珠站－安邦坊（Ampang Point）[7]
- T250 ：旺沙玛珠站－云顶吉冷路（Jalan Genting Klang）[8]

此外，拉曼大学学院（TARUC）也提供接驳至旺沙玛朱四周的巴士服务，并也在本站停留，以载送临近学生至校区内。

## 服务时间
以下营运时间以官方网站为准。
| 星期一至六            | 星期日及公假 | 星期一至六 | 星期日及公假 | 星期一至六 | 星期日及公假 |       |
| 格拉那再也线          |              |            |              |            |              |       |
| 从布特拉高原 往鹅唛站 | 06:00        | 06:00      | 23:35        | 23:20      | 00:38        | 00:08 |
| 从鹅唛 往布特拉高原站 | 06:00        | 06:00      | 23:35        | 23:20      | 23:45        | 23:27 |

## 车站周边
- Alpha Angle：實為永旺負責管理，其位於輕快鐵站對面，是旺沙瑪珠區第一座購物中心。
- 吉隆坡拉曼大学學院：距离此輕快鐵站約15至20分鐘行走路程，大多數學生會以巴士或計程車代步。
- 文良港百利廣場，旧称KL Festival City

## 搶劫事件
2007年7月2日晚間時分，兩個手持巴冷刀、頭戴全罩式頭盔的歹徒到旺沙瑪珠輕快鐵站，以刀敲破售票處的玻璃窗並奪走當天多達7,000令吉的款項後逃之夭夭。該事件沒有造成任何人員傷亡。這是馬來西亞境內罕見的大眾運輸站點搶劫事件。